# Aplocera columbata
Aplocera columbata là một loài bướm đêm trong họ Geometridae.